# En valsdröm

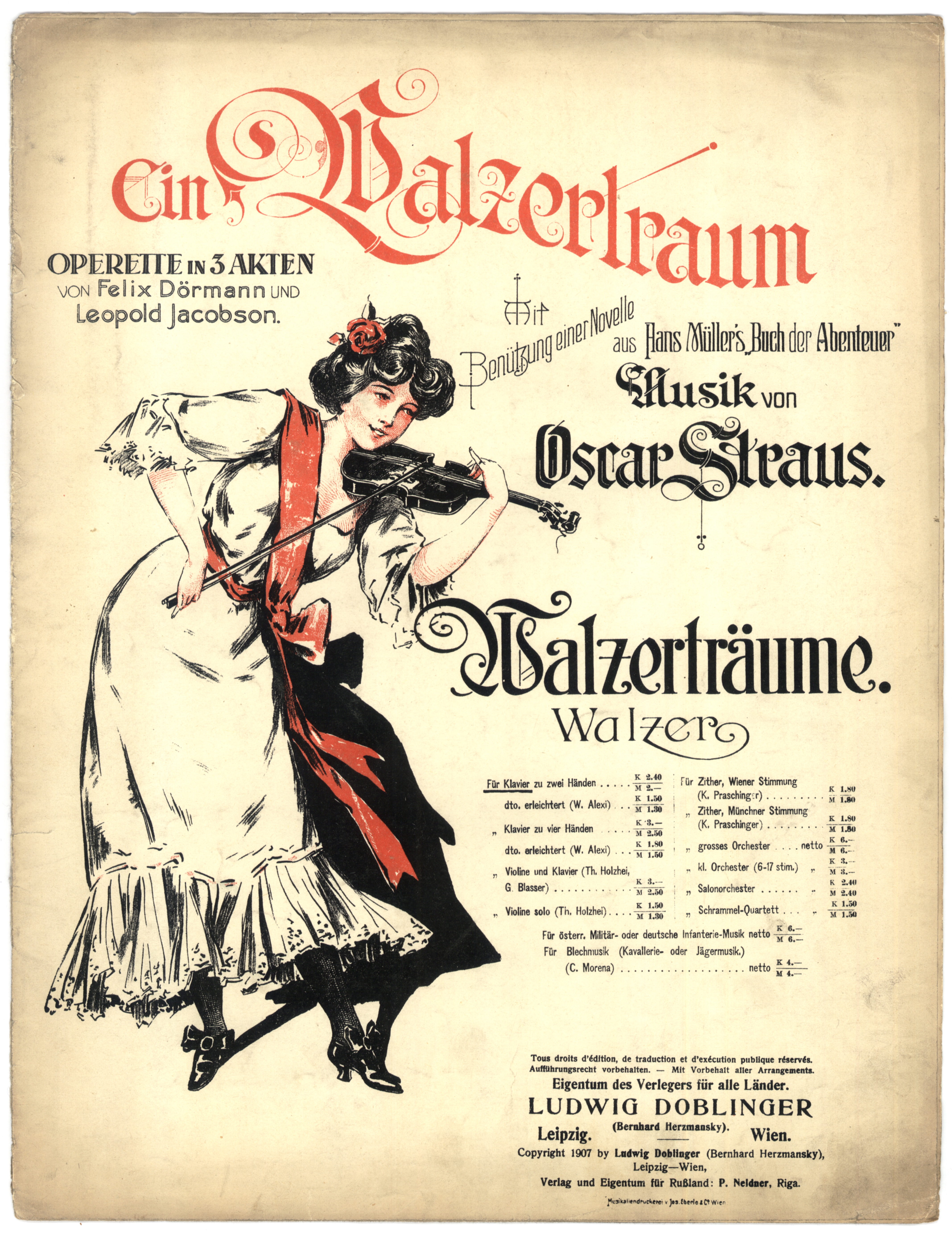
Notomslag

En valsdröm (tyska: Ein Walzertraum) är en österrikisk operett i tre akter av Oscar Straus med ett libretto av Felix Dörmann och Leopold Jacobson. Handlingen är baserad på novellen Nux der Prinzgemahl ur Buch der Abenteuer av Hans Müller och utspelar sig i det fiktiva furstendömet Flausenthurn omedelbart efter sekelskiftet 1900. 

## Historia
I och med Franz Lehárs dundersuccé med operetten Glada änkan dagen före nyårsafton 1905 på Theater an der Wien bestämde sig Straus för att överge sina tidigare försök med satiriska verk och idén med att bli en österrikisk motsvarighet till Jacques Offenbach. Skulle han vinna Wiens operettpublik måste han fortsätta i den nya dansoperettens spår. Han bestämde sig för att konkurrera med Lehár och skriva en operett som skulle nå upp till och om möjligt överträffa Lehárs världsrekord. Så snart som han återvände till wieneroperettens komfortabla och sentimentala värld gjorde han succé.
Librettisterna Leopold Jacobsen och Felix Dörmann hade fått idén från en novell i Hans Müller-Einigens Buch der Abenteuer. Däremot förefaller det som om Straus själv skulle ha bidragit med uppslaget att införa ett damkapell i handlingen. Det berättas att Straus en dag suttit i Pratern och lyssnat till en orkester av musicerande damer som kallade sig "Prater Schwalben". En av damerna hade kommit fram till kompositören och bett honom skriva ett stycke i wienerstil för kapellet. Och det Oscar Straus skrev var den vals som senare under titeln Draussen im duftigen Garten - Leise, ganz leise kom att bli huvudmelodin i En valsdröm.

### Premiär och uppsättningar
Operetten hade urpremiär på Carltheater i Wien 2 mars 1907, samma kväll som Glada änkan på konkurrentscenen Theater an der Wien upplevde sin 300:e föreställning.
Inom två år spelades En valsdröm i mellan 500 och 600 tyska och österrikiska städer, och urversionen i Wien kom till och med att spelas längre än Glada änkan. De första engelska bearbetningarna med titeln A Waltz Dream sattes upp på Chestnut Street Opera House i Philadelphia den 6 januari 1908, i New York på den numera rivna Broadway Theatre på 41:a gatan den 27 januar 1908 (med ett engelskt libretto översatt av Joseph W. Herbert), samt i London den 28 mars 1908 på nuvarande Gielgud Theatre (i översättning av Basil Hood och med sångtexter av Adrian Ross). Uppsättningen i New York spelades ett halvår trots delvis dålig kritik; en kritiker anmärkte på att det krävdes det berömda valstemat för att publiken skulle bli entusiastisk. En annan kritiker noterade att "överdådighet snarare än god smak återspeglas i scenerier och kostymer" och att "damkapellets orkester spelar en aning för högt i trumpeter och trummor". Men alla kritiker beundrade flickornas orkesterspel.
London, som hade varit en av de första utanför de tysktalande länderna att anamma operetterna i den sena eran, mottog En valsdröm med föga entusiasm. Den första uppsättningen i London drabbades av dålig rollbesättning och en svag översättning av Adrian Ros. Verkets förhållandevis sorgliga slut appellerade heller inte på publiken. Straus for själv till London för att dirigera premiären och uttalade sig pressen att han inte kunde förstå den "succé" som En valsdröm hade haft utomlands, trots dess "allvarliga slut, som inte hade prövats tidigare".
Den internationella framgången övergick Straus förväntningar och särskilt det berömda valstemat i akt II uppmärksammades mycket. Senare arrangerade diverse nummer från operetten och satte in valstemat till en ny konsertvals. Stycket gjorde Straus världsberömd och gick på turnéer efter att uppsättningarna i Wien, New York och London hade avslutats.
Operetten höll sig dock inte kvar lika länge på repertoaren som Straus senare operett Chokladsoldaten (1908), men flera nyuppsättningar har förekommit. 1991 satte Ohio Light Opera upp verket och 1992 gjorde Light Opera Works i Illinois en version.

### Svenska uppsättningar
Svensk urpremiär följde den 22 februari 1908 på Oscarsteatern i Stockholm i regi av Emil Linden och med Rosa Grünberg som Helena, Emma Meissner som Franzi och Thorleif Allum som Niki. För den svenska översättningen svarade Selfrid Kinmansson. Teaterchefen Albert Ranft var ansvarig för en mycket påkostad uppsättning och hade för säkerhets skull importerat kostymerna från Wien. Operetten gjorde en framgångsrik comeback på 1960-talet i både Göteborg (dit den återkom 1978) och Malmö, men för Stockholms del fick man nöja sig med att få operetten presenterad i film- och radioversion.

Axel Ringvall som Greve Lothar 1908 på Oscarsteatern.
Emma Meissner 1908.
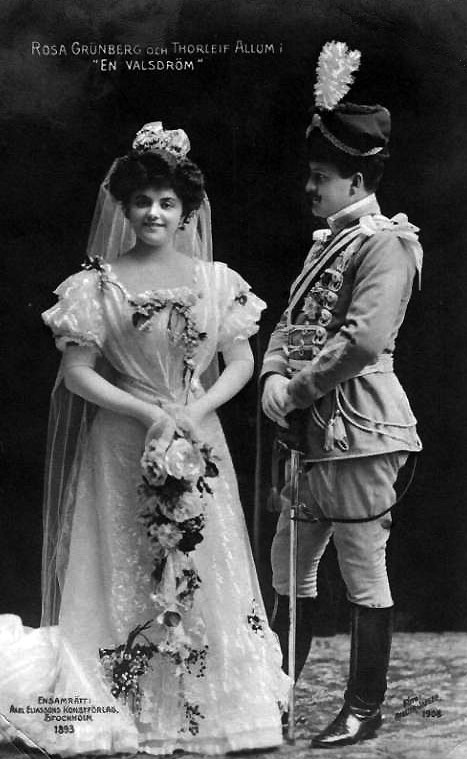
Rosa Grünberg och Thorleif Allum 1908.

## Personer
| Roller                                         | Röststämma | Premiärbesättning 2 mars 1907 (Dirigent: Oscar Straus) |
| ---------------------------------------------- | ---------- | ------------------------------------------------------ |
| Joachim XIII, Prinsen av Flausenthurn          | bas        | Carl Blasel                                            |
| Prinsessan Helene, Prinsens dotter             | sopran     | Mizzi Zwerenz                                          |
| Greve Lothar. Prinsens kusin                   | tenor      | Arthur Guttmann                                        |
| Löjtnant Niki, Helenes älskare och senare make | tenor      | Fritz Werner                                           |
| Löjtnant Montschi                              | baryton    | Rudolf Kumpa                                           |
| Friederike von Insterburg, hovdam              | kontraalt  | Therese Löwe                                           |
| Franzi Steingruber, dirigent för damkapellet   | sopran     | Helene Merviola                                        |
| Fifi, caféägare och Franzis arbetsgivare       | sopran     | Lea Gregor                                             |
| Wendolin                                       | baryton    |                                                        |
| Sigismund                                      | baryton    |                                                        |
| Annerl                                         | talroll    | Vally Worth                                            |
| Eduard                                         | talroll    |                                                        |

## Handling

### Akt I
Löjtnant Niki har kommit till fantasilandet Flausenthurn för att gifta sig med prinsessan Helene. De tu har träffats i Wien och har blivit förälskade i varandra med resultatet att Niki nu har blivit prinsgemål. Han har de bästa föresatserna. Låter man honom bara lära ut lite wiensk levnadskonst, så nog ska han trivas. Men det går snart upp för honom att han som prinsgemål bara har en uppgift: att se till att landet får en tronföljare. Men regera där? Ånej, det tänker andra göra. Detta vill han inte finna sig i. Han begär till hovets förfäran ett enskilt sovrum. Och när han sedan får höra en wienervals från parken, där ett damkapell från Wien underhåller folket, struntar han högaktningsfullt i sin brud och försvinner ut tillsammans med sin adjutant, löjtnant Montschi

### Akt II
Niki längtar redan hem till Wien, och när han träffar den glada och söta Franzi, som leder damkapellet, dröjer det inte länge förrän han blir förälskad. Men både Helene, hennes far den gamle prins Joachim och hennes kusin greve Lothar, som själv gärna velat bli hennes prinsgemål har följt efter Niki. Och det slutar med att Helene och Niki dansar en wienervals, medan Franzi spelar och svartsjukt tittar på.

### Akt III
I slottet är det inte alls som det ska mellan Helene och hennes prinsgemål, men prinsessan är en klok flicka. Hon gör sig god vän med Franzi och låter henne lära ut så mycket som möjligt av det typiskt wienska. Helene går till och med så långt att hon inreder en slottsflygel till en exakt kopia av Nikis stamcafé i Wien och anställer dessutom en kypare från wienercafét som Nikis kammartjänare. Allt för att han ska trivas och känna sig som hemma. Franzi förstår att det är prinsessan som Niki älskar och ger henne råd hur hon ska vinna tillbaka sin prinsgemåls kärlek. Och det lyckas också till slut. Niki och Helene faller i varandras armar, medan Franzi far tillbaka till Wien med sitt damkapell och minnet av "en valsdröm".

## Filmatisering
Operetten filmatiserades 1931 som Leende löjtnanten, i regi av Ernst Lubitsch. Med Maurice Chevalier, Claudette Colbert och Miriam Hopkins i huvudrollerna.